# Троица (фильм)
«Троица» — российский драматический фильм режиссёра, сосценариста и актрисы Ян Гэ. Участник основной конкурсной программы «Кинотавр 2019». Фильм снимался в Москве, Берлине, Пекине и Париже на английском языке. Впоследствии фильм был дублирован на русский язык. Фильм вышел в широкий российский прокат 24 октября 2019 года, прокатчик Planeta Inform.

## Сюжет
В центре сюжета любовный треугольник. Марго изменяет своему мужу Джорджу со своим студентом и сообщает об этом Джорджу, что кардинально меняет их судьбы и ценности.
В жизни Марго появляется место для Бога и она делает выбор и начинает понимать, что такое истинная любовь…

## В ролях
| Актёр            | Роль     |
| ---------------- | -------- |
| Ян Гэ            | Марго    |
| Георгий Блик     | Антон    |
| Андрей Курганов  | Георгий  |
| Один Ланд Байрон | психолог |